# Штипљанска река
Штипљанска или Црновршка је река у Републици Србији, дугачка је 15 километара. Извире из Врела, испод самог Средњег врха (на Црном врху). Са десне стране у Штипљанску или Црновршку реку улива се поток Каленовчић и Црначки или Црнчански поток, који се испод села Деоница (Јагодина) улива у Штипљанску реку. Са леве стране у Штипљанску или Црновршку реку улива се Штипљански или Доњоштипљански поток (према Ј. Мишковићу поток се зове Јешековац). Штипљанска или Црновршка река се код села Трнаве улива у Белицу.